# Dani Rovira
 (février 2021).
La mise en forme du texte ne suit pas les recommandations de Wikipédia : il faut le « wikifier ».
Les points d'amélioration suivants sont les cas les plus fréquents :
- Les titres sont pré-formatés par le logiciel. Ils ne sont ni en capitales, ni en gras.
- Le texte ne doit pas être écrit en capitales (les noms de famille non plus), ni en gras, ni en italique, ni en « petit »…
- Le gras n'est utilisé que pour surligner le titre de l'article dans l'introduction, une seule fois.
- L'italique est rarement utilisé : mots en langue étrangère, titres d'œuvres, noms de bateaux, etc.
- Les citations ne sont pas en italique mais en corps de texte normal. Elles sont entourées par des guillemets français : « et ».
- Les listes à puces sont à éviter, des paragraphes rédigés étant largement préférés. Les tableaux sont à réserver à la présentation de données structurées (résultats, etc.).
- Les appels de note de bas de page (petits chiffres en exposant, introduits par l'outil «  Source ») sont à placer entre la fin de phrase et le point final[comme ça].
- Les liens internes (vers d'autres articles de Wikipédia) sont à choisir avec parcimonie. Créez des liens vers des articles approfondissant le sujet. Les termes génériques sans rapport avec le sujet sont à éviter, ainsi que les répétitions de liens vers un même terme.
- Les liens externes sont à placer uniquement dans une section « Liens externes », à la fin de l'article. Ces liens sont à choisir avec parcimonie suivant les règles définies. Si un lien sert de source à l'article, son insertion dans le texte est à faire par les notes de bas de page.
- La présentation des références doit suivre les conventions bibliographiques. Il est recommandé d'utiliser les modèles {{Ouvrage}}, {{Chapitre}}, {{Article}}, {{Lien web}} et/ou {{Bibliographie}}. Le mode d'édition visuel peut mettre en forme automatiquement les références.
- Insérer une infobox (cadre d'informations à droite) n'est pas obligatoire pour parachever la mise en page.

Pour une aide détaillée, merci de consulter Aide:Wikification.
Si vous pensez que ces points ont été résolus, vous pouvez retirer ce bandeau et améliorer la mise en forme d'un autre article.
Pour l’article homonyme, voir Dani Rovira (footballeur).
Daniel Rovira de Rivas (né le 1er novembre 1980), en Andalousie, mieux connu sous le nom de Dani Rovira, est un comédien et acteur espagnol.

## Carrière

### début de carrière
Après avoir obtenu son diplôme en éducation physique et en sciences du sport à l'University of Granada , il a commencé à tourner avec Paramount Comedy, exécutant une comédie dans toute l'Espagne. Il est devenu connu pour son monologue le plus célèbre "Mi familia y yo" ("Ma famille et moi"). Il a ensuite fait sa première apparition à la télévision dans diverses scènes d'une émission bien connue appelée Ce ne sont pas les nouvelles ( Ce ne sont pas des nouvelles ) Jusqu'en mai 2009. En même temps il a travaillé et joué son rôle dans une pièce de théâtre appelé Veux-tu sortir avec moi? (Voulez-vous sortir avec moi?). En février de la même année, il est également apparu dans la célèbre émission de fin de soirée Buenafuente.
Dans les années suivantes, il a établi une carrière dans la comédie avec plusieurs apparitions sur El Club de la Comedia et en tant que membre de la distribution d'émissions humoristiques Don't tell Mom je travaille à la télévision et Someone Had To Say It.

### 2013–présent
En 2013, il a tourné son premier film Spanish Affair , avec comme personnage principal aux côtés de Clara Lago , Karra Elejalde et Carmen Machi , réalisé par Emilio Martínez-Lázaro. Le week-end de sa première en mars 2014, le film a réuni une audience de 404 020 personnes, ce qui a abouti à un box-office brut de 2,72 millions d'euros. Le film a battu des records au box-office espagnol, devenant le titre espagnol le plus rentable de tous les temps avec plus de 75 millions de dollars.
Depuis 2014, Rovira a joué le rôle de Juan Gutiérrez dans la série télévisée comique B & b, de bouche à oreille , sur Telecinco, jusqu'à sa dernière apparition en 2015.
Le 7 février 2015, il a accueilli la 29e cérémonie des Goya Awards. À la même cérémonie, il a gagné le prix Goya du meilleur nouvel acteur pour l'affaire espagnole . Le 6 février 2016, il était à nouveau l'hôte de la 30e cérémonie des Goya Awards.
En 2015 , Rovira a joué dans la comédie romantique le film Maintenant ou jamais avec María Valverde, ainsi que dans l'espagnol affaire 2, la suite du film qui lui est passé à la célébrité.
Il est apparu aux côtés du comédien Tomás García dans le premier épisode de 99 lieux à avoir peur, diffusé le 27 avril 2019 sur Discovery MAX.

## Vie personnelle
En 2013 Rovira a commencé une relation avec sa co-vedette de huit noms de famille , Clara Lago. Le couple s'est officiellement séparé en 2019 après 5 ans de fréquentation. Le 25 mars 2020, il a annoncé qu'il souffrait d' un lymphome hodgkinien. Cependant, lui et Clara Lago se sont réconciliés depuis.

## Filmographie

### Cinéma
- 2013 : Tempête de boulettes géantes 2 : Brent McHalr (voix)
- 2014 : Ocho apellidos vascos : Rafael "rafa" Quirós
- 2015 : Comment j'ai failli rater mon mariage : Alejandro Fernandez
- 2015 : Ocho apellidos catalanes : Rafael "Rafa" Quirós
- 2015 : Objectif Lune : Ricahrd Carson (voix)
- 2016 : L'avenir n'est pas ce qu'il était : Carlos
- 2016 : 100 mètres : Ramon Arroyo Prieto
- 2016 : Ozzy, la grande évasion : Fronky
- 2017 : This mai, en route pour le Vietnam : André
- 2018 : Amour perdu : Mario
- 2018 : Superlópez : Juan López / Superlópez
- 2019 : Le Japon : Paco Japon
- 2019 : Taxi vers Gibraltar : Lion
- 2021 : Jungle Cruise

### Télévision
- 2008-2010 : Nouvelles bandes dessinées : Lui-même
- 2008 : Ce ne sont pas les nouvelles : Lui-même
- 2009 : Bonne source : Lui-même
- 2010-2015 : Club de comédie : Lui-même
- 2011 : Ne dis pas à maman que je travaille à la télé : Lui-même
- 2012 : Quelqu'un devait le dire : Lui-même
- 2014-2015 : B&b, de boca en boca : Juan Gutierrez Garcia
- 2014 : Tout va bien : Lui-même
- 2014 : Télévision Taraská : Lui-même
- 2015 : 29e cérémonie des Goyas
- 2015 : FilmBerto : Lui-même
- 2015 : Soupe d'Oie : Lui-même
- 2015-présent : El Hormiguero
- 2016 : 30e cérémonie des Goyas
- 2016-2017 : Monde fou : Lui-même
- 2017 : 31e cérémonie des Goyas
- 2018-présent : La résistance : Lui-même

## Distinctions

### Récompenses
- Prix Goya 2015 : Prix Goya du meilleur espoir masculin pour Ocho apellidos vascos
- Médailles du Cercle de la photographie 2015 : Meilleur espoir masculin pour Ocho apellidos vascos

### Nominations
- Prix des fans Neox 2015 : Meilleur acteur pour Comment j'ai failli rater mon mariage